# Clusone Jazz Festival
Il Clusone Jazz Festival è stato un festival di musica jazz tenuto nella città di Clusone, in provincia di Bergamo, attivo dal 1980 al 2016.

## Storia
Il festival nacque nel 1980, a Clusone in provincia Bergamo. Ad eccezione della prima edizione voluta dall’amministrazione comunale, le successive edizioni furono organizzate dall’associazione no-profit Clusone Jazz Promotion, distintasi anche per essere stata tra le fondatrici nel 1987 di Europe Jazz Network. Le prime edizioni del festival si svolsero nella piazza dell’Orologio di Clusone nell’arco di tre serate. Successivamente il festival cambiò radicalmente impostazione, estendendo la propria operatività dapprima nei comuni vicini della Val Seriana e successivamente anche in alcune località delle provincie di Bergamo, Lecco, Milano, Brescia, Savona. Ogni edizione venne caratterizzata da una prima fase itinerante in diversi comuni mentre Clusone si limitò ad ospitare le ultime giornate del festival con concerti in differenti orari ed in diversi luoghi (Oratorio dei Disciplini, Corte sant'Anna, Museo Arte Tempo, piazza dell’Orologio). Il festival non è stata solo una rassegna musicale, ma è anche uno strumento per riscoprire e valorizzare il patrimonio storico architettonico dei luoghi ospitanti il festival.

## Artisti partecipanti (parziale)
- Art Blakey - 1980
- Charles Fambrough - 1980
- Don Pullen - 1980
- Furio Di Castri - 1980, 1985, 1986, 1988, 2001
- Gianluigi Trovesi  -1980, 1986, 1987, 1989, 1992, 1997, 2000, 2002, 2005, 2007, 2014
- Gianni Basso - 1980, 1982
- Gianni Cazzola - 1980, 1982, 1984, 2001
- Johnny Griffin - 1980
- Massimo Urbani - 1980
- Paolo Pellegatti - 1980
- Tullio De Piscopo - 1980
- Wynton Marsalis - 1980
- Dado Moroni  - 1982
- Guido Manusardi - 1982
- Kenny Clarke - 1982
- Steve Lacy - 1982, 1985
- Tiziana Ghiglioni - 1982 , 1990, 1994, 2000
- Daniel Humair  - 1983, 1999
- Enrico Rava  - 1983, 1986, 1990
- Gabriele Comeglio - 1983
- Giovanni Tommaso  - 1983
- John Surman  - 1983, 1989, 1997
- Sandro Cerino  - 1983
- Tino Tracanna - 1983, 1984, 1987, 1989. 1994, 1996, 2001. 2002
- Pepper Adams - 1984
- Pino Minafra - 1984, 1988, 1989, 1997
- Ernst Reijseger - 1985, 1988, 1989, 1993
- Eugenio Colombo - 1985, 2005
- Han Bennink  - 1985, 1986, 1988, 1989, 1993, 1995, 1998, 2002, 2005, 2011
- Louis Sclavis  - 1985, 1987, 1993, 1997, 2003
- Pietro Tonolo - 1985, 1999
- Antonello Salis - 1986, 1989, 1996
- John Taylor (pianista) - 1986, 1996
- Lee Konitz - 1986
- Paquito D'Rivera - 1986
- Randy Brecker - 1986
- Roberto Ottaviano - 1986
- Ettore Fioravanti - 1987, 1988, 1990, 2000, 2001
- Rita Marcotulli - 1987, 1995, 2002, 2007
- Andy Sheppard - 1988, 1992
- Carlo Actis Dato - 1988, 1991, 1995
- Don Byron - 1988, 1994
- Don Moye - 1988
- Enrico Fazio - 1988
- Flavio Boltro - 1988
- Lester Bowie - 1988
- Martin Gore  - 1988
- Steve Turre - 1988
- Carlos Malta  - 1989
- Jovino Santos Neto  - 1989

- Sandro Satta - 1989, 1993, 1995, 1998, 1999
- Tony Oxley  - 1989, 1994, 1996
- Charlie Haden - 1990
- Geri Allen - 1990
- Keith Tippett - 1990
- Lol Coxhill - 1990
- Mal Waldron - 1990
- Paul Motian - 1990, 1992, 1996
- Sun Ra - 1990
- Barre Phillips - 1991
- Danilo Rea - 1991
- Eddie Gomez - 1991
- Enrico Intra - 1991
- Maria Pia De Vito - 1991, 2000
- Maurizio Giammarco - 1991
- Roberto Gatto - 1991, 2002
- Bill Frisell - 1992, 1993
- Joe Lovano - 1992
- Luca Spagnoletti - 1992
- Nicola Arigliano - 1992
- Riccardo Biseo - 1992
- Steve Coleman - 1992
- Alberto Amato - 1993
- Alexander Bălănescu - 1993
- Django Bates - 1993, 1999
- Franco Cerri - 1993
- Claudia Barbieri - 1994
- Claudio Angeleri  - 1984
- Dave Douglas - 1994, 1998, 2002
- Enrico Fagnoni - 1994
- Jack DeJohnette  - 1994, 1998
- Paolo Fresu (musicista) - 1994, 2002
- Patrick Bouffard - 1994
- Simone Guiducci - 1994, 1999, 2002, 2012
- Stefano Battaglia - 1994, 1997, 2001, 2006
- Tim Berne - 1993
- Umberto Petrin - 1994, 1997, 1998, 2002, 2012
- Uri Caine - 1994, 1998, 2001, 2002
- Alberto D'Anna - 1995, 1996
- Bruno Zambrini - 1995, 1996
- Marco Tamburini – 1995
- Michel Portal - 1995
- Alessandro Maiorino - 1996
- Antonio Fresa - 1996
- Kurt Rosenwinkel - 1996
- Massimo Colombo  - 1996
- Michael Riessler - 1996
- Peter Erskine - 1996
- Steve Swallow - 1996, 2007
- Aldo Romano (batterista) - 1997
- Gabriele Mirabassi  - 1997, 1999
- Giulio Capiozzo  - 1997

- Maurizio Geri  - 1997
- Mauro Grossi  - 1997
- Patrizio Fariselli  - 1997
- Urszula Dudziak  - 1997
- David Binney - 1998
- DJ Olive  - 1998, 2001
- Roberto Cecchetto  - 1998, 1996, 1999, 2002
- Brad Mehldau  - 1999
- Carlo Virzì  - 1999
- Marc Ribot  - 1999
- Arrigo Cappelletti - 2000
- Bruno Tommaso  - 2000
- Carlo Rizzo - 2000, 2005
- Chris Potter (sassofonista) - 2000
- Dave Holland (bassista) - 2000
- Joey Baron  - 2000
- Massimo Barbiero  - 2000, 2011
- Ralph Towner  - 2000, 2006
- Renaud Garcia-Fons  - 2000
- Arild Andersen  - 2001
- Dan Berglund  - 2001
- Emanuele Cisi  - 2001
- Esbjörn Svensson - 2001
- Magnus Öström  - 2001
- Michel Godard  - 2001
- Peter Brötzmann  - 2001
- George Cables  - 2002
- Gianluca Petrella  - 2002, 2007, 2009, 2012
- Gianni Coscia - 1991, 2002
- Giovanni Falzone  - 2002, 2003,  2004, 2012
- James Genus  - 2002
- Javier Girotto  - 2002, 2011
- Jino Touche  - 2002
- Gaetano Partipilo  - 2004
- John Taylor (bassista) - 2004
- Kenny Wheeler  - 2004
- Mirko Signorile  - 2004
- Stefano Bollani  - 2004
- Tord Gustavsen  - 2004
- Maria João Pires - 2005
- Francesco Bearzatti  - 2006, 2007, 2012
- Jason Moran (musicista) - 2006
- Dave Liebman  - 2007
- Gianmaria Testa  - 2007
- Rosario Di Rosa  – 2007
- Bruno Marini  - 2008
- Mauro Ottolini - 2008
- Luca Aquino  - 2009
- Stefano Ricci (musicista) - 2009
- Valentino Bianchi  - 2009
- Boris Savoldelli  - 2012
- Walter Beltrami  - 2012
- Eloisa Manera - 2014